# Mulalo Doyoyo
Mulalo Doyoyo, né le 13 août 1970 à Tshidimbini (Venda) et mort en mars 2024 à Midrand, est un ingénieur, inventeur et professeur sud-africain,.
Il est chercheur en mécanique appliquée, matériaux ultralégers, bâtiment écologique, énergies renouvelables et autres domaines de l'ingénierie. Il a enseigné dans différentes disciplines de l'ingénierie, y compris le génie océanique, le génie civil et environnemental et le génie mécanique. Il a travaillé à l'interface université-industrie, formant des partenariats avec différentes entreprises.
En plus de ses contributions en ingénierie, Doyoyo est connu pour ses inventions du Cenocell et d'Amoriguard,,. Il a encouragé l'utilisation de la technologie pour lutter contre la pauvreté et pour diffuser la science et de l'ingénierie chez les jeunes défavorisés,.

## Enfance et éducation
Mulalo Doyoyo nait à l'hôpital William Edie à Tshidimbini Venda, de Khorommbi Doyoyo et de son épouse Mudzuli (née Dzaga) originaires du village de Vondwe. Venda était un bantoustan dans le nord de l'Afrique du Sud pendant l'apartheid et fait maintenant partie de la province du Limpopo.
Il commence son éducation bantoue à l'école primaire de Vondwe en 1977 pour le premier cycle, puis à l'école de Tshidimbini en 1981 pour le cycle supérieur. Il rejoint l'école secondaire de Tshidimbini en 1984, où il étudie jusqu'en 1985. En 1986, il s'inscrit à l'école secondaire de Mbilwi où il fonde un club scientifique et un journal étudiant manuscrit the weekly tri-opinion. Il est élu préfet de l'école en 1988,.
Anglo American lui ayant attribué une bourse pour étudier l'ingénierie, il choisit de poursuivre ses études à l'Université du Cap. Il intègre un programme de transition d'ingénierie de cinq ans, alors conçu pour les personnes issues de la filière d'enseignement en Bantou. Vers la fin de ses études, il reçoit également une bourse de la Shell Oil Company .
Il réside à Smuts Hall, où il est tuteur puis tuteur en chef en sciences et en ingénierie. Il devient responsable de la publication du Student Engineering Council, un organisme représentant les étudiants de l'Institut sud-africain des ingénieurs en aérospatiale, et il est l'un des fondateurs de la Student Aerospace Society à la Faculté de génie et de l'environnement bâti.
Finalement, il devient président du conseil d'ingénierie étudiant. Il crée ensuite Temescial (technologie, médecine et science pour tous), une organisation visant à diffuser ces disciplines auprès exposer des jeunes défavorisés des écoles secondaires. Temescial tient son premier atelier à l'Université de Venda en 1993.
La thèse de spécialisation de Doyoyo porte sur la conception et la construction d'équipements mécaniques pour étudier le faux matage des roulements lourds dans les moteurs électriques. Ayant obtenu les prérequis du niveau baccalauréat en génie mécanique, il est admis à l'Université Brown comme étudiant invité de premier cycle, prenant des cours de deuxième cycle en mécanique des solides, science des matériaux et mathématiques appliquées. Il obtient une maîtrise en mécanique des solides et une autre en mathématiques appliquées, respectivement en 1995 et en 1996.
Ses recherches doctorales concernent le domaine balistique et se concentrent sur la conception d'armures légères. À cette fin, il étudie les lanceurs de projectiles à très grande vitesse, y compris le railgun électromagnétique. Il conçoit et construit ensuite un pistolet à gaz léger à hélium pour lancer des projectiles jusqu'à 1,5 km/s. Il utilise la photographie à grande vitesse, la technologie laser et les plaques témoins pour analyser ses résultats expérimentaux.
Il soutient sa thèse de doctorat en ingénierie en 1999. Sa thèse est intitulée « Études expérimentales de la pénétration subsonique dans les verres de silice et la céramique ». Il a utilisé la physique des matériaux granulaires pour décrire le comportement des éjectas de fragments et pour prédire la profondeur d'impact des projectiles en fonction de la vitesse d'impact. Notant un comportement anormal à partir des observations expérimentales, il applique la théorie de la perturbation variationnelle pour révéler et expliquer le rôle joué par l'augmentation de la densité de masse lors de la rupture des matériaux fragiles sous compression dynamique,. En 1999, il accepte un poste de chercheur postdoctoral au Massachusetts Institute of Technology pour améliorer ses compétences en mécanique appliquée. Il y devient ensuite lecteur.

## Carrière universitaire

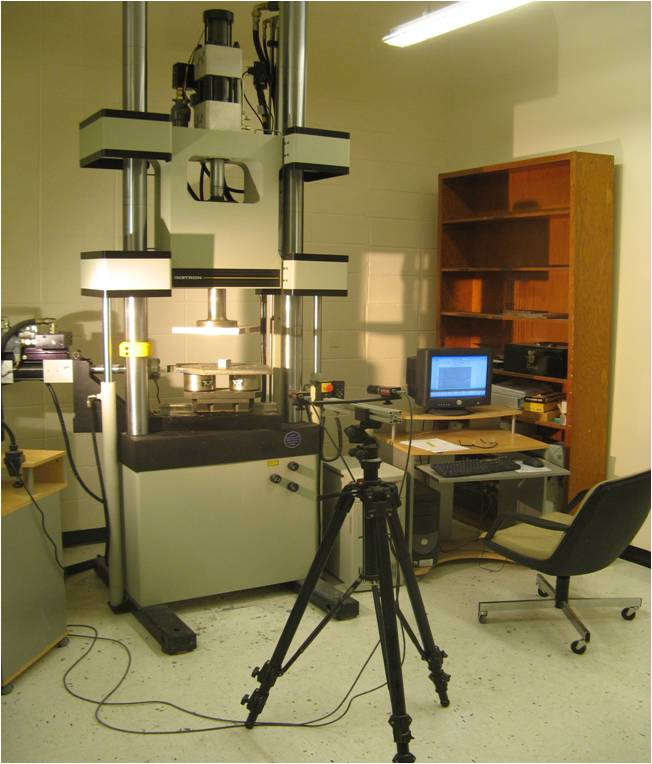
Machine d'essai universelle biaxiale.

Il collabore ensuite avec des chercheurs du joint-venture MIT-Consortium industriel sur les structures en méta ultra-légères, du Cambridge-MIT Institute et de la Next Generation Vehicles Initiative. Il  effectue des expériences au laboratoire d'impact et de résistance aux chocs sur les solides cellulaires, y compris les mousses métalliques et les nids d'abeilles. Ces matériaux devaient être utilisés comme composants dans des véhicules en tant que composites à structure sandwich. Les solides cellulaires sont privilégiés dans les véhicules car ils sont solides et légers, ce qui entraîne une économie de carburant accrue.
Le défi était de trouver de nouvelles techniques expérimentales, des échantillons et des dispositifs pour tester les solides mous sous des charges de collision multidimensionnelles extrêmes, afin de simuler un événement de collision typique. Il développe un spécimen en forme de trapèze pour déduire la relation contrainte-déformation locale pour les mousses métalliques à incorporer dans les codes d'analyse par éléments finis (FEA).
Pour vérifier la loi de comportement et les surfaces de rupture, il développe un spécimen en forme de papillon et modifie un appareil Arcan, dérivant des équations pour déterminer les contraintes de cisaillement, de compression ou de traction dans la section d'essai de l'échantillon. En raison de la difficulté à manipuler l'échantillon en forme de papillon, il développe un appareil d'essai biaxial universel avec une géométrie de l'échantillon modifiée,,.

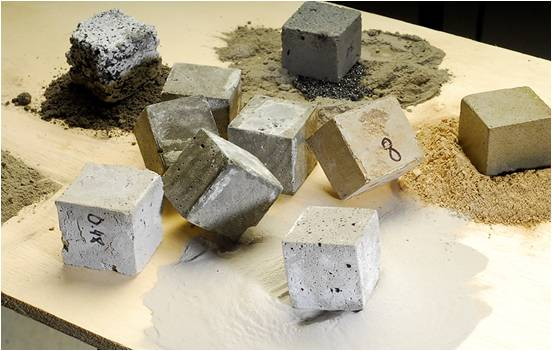
Échantillons de Cenocell.

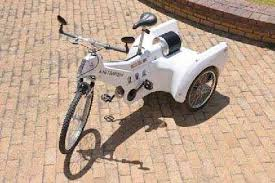
Moto à hydrogène Ahifambeni.

Il quitte le MIT en 2004 pour donner des cours en tant qu'assistant à l'école de génie civil et environnemental du Georgia Institute of Technology (Georgia Tech). Il crée le laboratoire des systèmes ultralégers destiné à la recherche expérimentale sur les matériaux ultralégers. Il conçoit et installe une nouvelle machine d'essai universelle biaxiale utilisant une pression de 200 kN. Il initie ensuite des recherches sur les structures en treillis destinées au stockage d'hydrogène dans les automobiles.
En appliquant les théories des fondations et des plaques propres à la mécanique des structures, il montre qu'en tant qu'élément de renforcement interne, une structure en treillis a la capacité de réduire le poids d'un récipient sous pression tout en diminuant l'épaisseur de sa peau et en améliorant sa résistance à la rupture. Cela conduit à la publication d'un brevet de récipients sous pression à microtreillis. Ces réservoirs sous pression s'adaptent aux formes non rondes, ce qui augmente la sécurité, l'autonomie et l'espace de la cabine pour les véhicules à hydrogène.
Afin de développer des systèmes de stockage d'énergie pour les sources d'énergie traditionnelles et renouvelables à grande échelle, il entame une collaboration de recherche avec des sociétés de production d'électricité. L'un des résultats de cette collaboration est le développement du Cenocell, un matériau breveté semblable au béton composé de cendres volantes sans ajout de ciment Portland. Les cendres volantes sont un sous-produit polluant des centrales électriques au charbon, de la production de ciment, de la fabrication du papier et des opérations minières. La microstructure de Cenocell ressemble à celle d'une roche réservoir de gaz naturel .
À partir de 2006, il réoriente ses recherches qu'il aligne sur le programme de reconstruction et de développement (RDP) de son pays natal. Il commence à travailler avec ses étudiants diplômés sur la construction verte et les énergies renouvelables. Entre 2007 et 2009, il est nommé professeur extraordinaire et plus tard titulaire d'une chaire de recherche et d'innovation à l'Université de technologie de Tshwane. Cela lui permet de collaborer avec des chercheurs locaux sur le RDP.
Cette collaboration lui inspire la création de Retecza (centre de concept technologique axé sur les ressources),. Lors de sa création en Afrique du Sud en 2008, l'organisation accueille des chercheurs interdisciplinaires et des participants industriels du monde entier. L'un des résultats de Retecza a été la conception et la construction d'une moto à hydrogène appelée Ahifambeni.

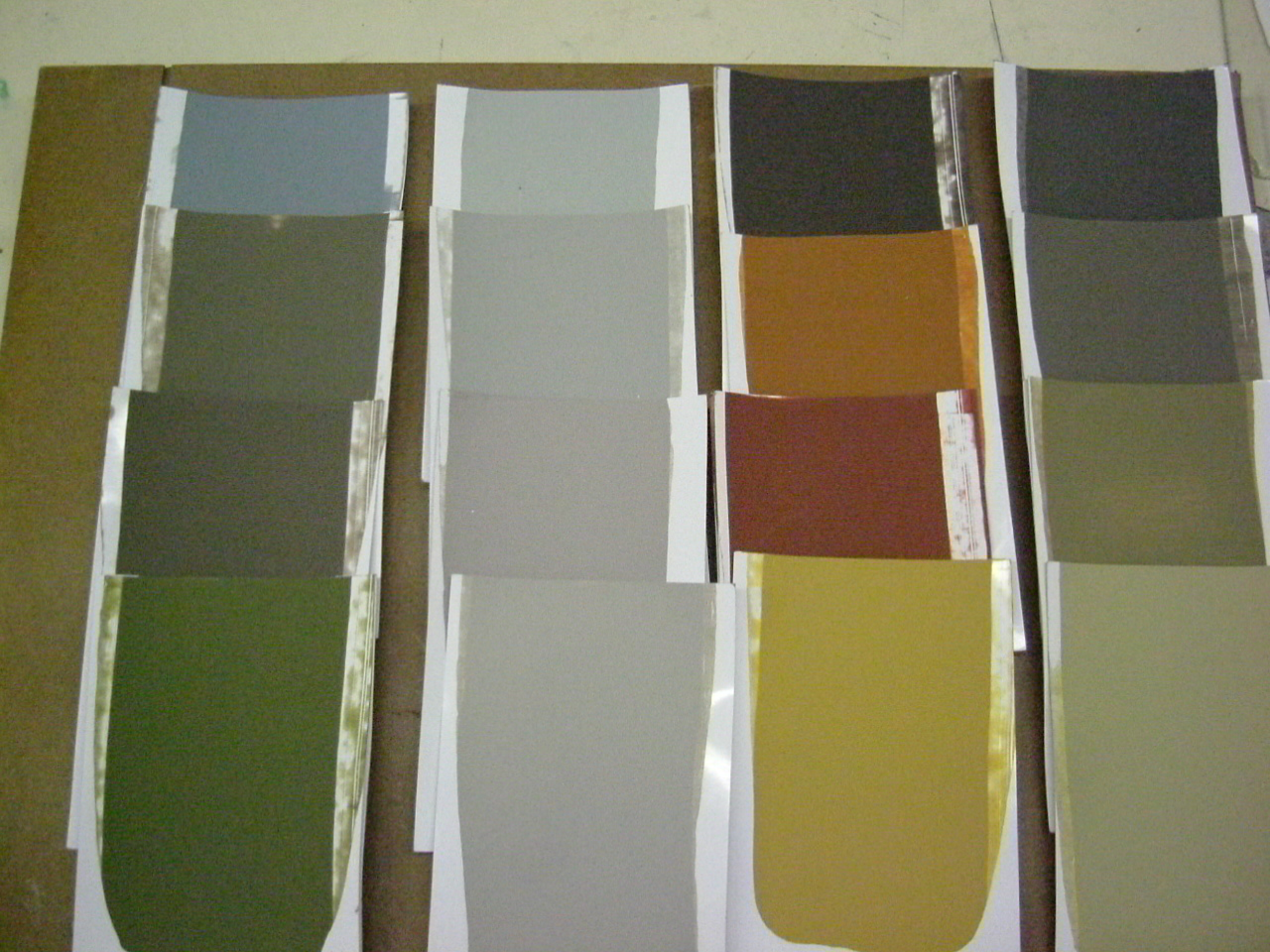
Échantillons d'Amoriguard.

## Entrepreneuriat
Après la fin de son contrat à Tshwane, Mulala Doyoyo, qui ne s'est pas enrichi, cherche en vain un emploi ou des contrats salariés. Il s'installe à Midrand, à Johannesburg, où il crée un laboratoire expérimental de produits chimiques respectueux de l'environnement. Depuis sa fondation en 2012, le laboratoire a généré plusieurs inventions. Il enseigne brièvement le génie mécanique à l'Université de Johannesburg,,. La société Sasol Chemcity soutient financièrement le laboratoire de Midrand par le biais de son programme pour les petites et moyennes entreprises .
En collaboration avec des fabricants de béton et des sociétés minières, Mulalo Doyoyo développe les liants chimiques « verts » Solunexz et Glunexz pour la poussière de charbon, les agrégats de construction et le charbon de bois. Il crée un enduit lisse à base de résidus et de déchets industriels, et invente par accident Amoriguard, une peinture à base de composés organiques non volatils. En 2014, il travaille sur un mécanisme de chasse d'eau à énergie solaire fonctionnant comme une usine de traitement des déchets miniature. Cette technologie basée sur la nanofiltration et la méthanisation (digestion anaérobie) est mise en œuvre dans des endroits où l'approvisionnement en eau et l'assainissement sont rares. En 2016, alors qu'il développe des briques résistant aux acides, il conçoit et met au point des machines de fabrication de briques Ecocast qui économisent l'eau et l'énergie, tout en étant adaptables par les communautés non reliées à des réseaux ,. Il entame la production de briques à un stade artisanal, dans une structure comportant 10 salariés. Son espoir est que la fabrication à un stade industriel de sa machine à briques permette à une centaine d'entrepreneurs des townships de lancer leur entreprise de fabrication de matériau pour le BTP, un secteur monopolisé par la communauté blanche, et pose les premières bases d'une émancipation économique de la communauté noire. Ses espoirs sont déçus en 2020, quand l'Industrial Development Corporation (IDC), l'organisme qui lui avait promis un financement de 27 millions de rands fait marche arrière et refuse son accord. Selon Mulalo Doyoyo, l'une des raisons de ce retrait, qui met fin à son projet malgré un mémorandum d'entente, serait qu'il a été mis en concurrence avec des acteurs chinois pour le développement de la technologie, et qu'une clause d'autofinancement ait été ajoutée, autofinancement irréalisable par la communauté noire. Selon l'IDC, le memorandum n'a pas été signé par elle mais par l'une de ses agences, qui a mis fin au projet ne l'estimant pas viable, et dément qu'une mise en concurrence avec une ou des entreprises chinoises ait été évoquée ou envisagée.
Peu avant sa mort, il conçoit un ciment liquide à base de cendres, peu polluant, pour tenter de résoudre le problèmes des vols de cables électriques et téléphoniques.

## Décès et hommages
Mulalo Doyoyo, père de trois fils, meurt seul chez lui en mars 2024, de façon inattendue. Il est retrouvé le 13 mars à son domicile par sa famille inquiète de ne pas réussir à la joindre, qui indique que le décès remonte à la semaine précédente.
Il est inhumé dans le village de son enfance, Vondwe, à l'occasion de funérailles d'État provinciales.
Il est décoré à titre posthume de l'ordre de Mapungubwe par le président  Cyril Ramaphosa, sans avoir pu réaliser son vœu de développer une industrie au profit de l'emploi des plus pauvres et de l'avancée économique de l'Afrique du Sud.